# Pellegrino di Triocala
Pellegrino (fl. III secolo) è considerato il protovescovo della Diocesi di Triocala (attuale Caltabellotta), ed è venerato dalla Chiesa cattolica come santo il 30 gennaio.

## Fonti agiografiche
Le fonti che riportano informazioni su un Pellegrino, martire o confessore siciliano, sono le seguenti.
- La più antica menzione di san Pellegrino sembra essere[3] l'Encomio di Marciano di Siracusa, testo redatto dopo il 680 e prima della metà dell'VIII secolo.[4]
- Il calendario marmoreo di Napoli (IX secolo) riporta, alla data del 30 gennaio, la depositio Sancti Peregrini[5]; questa data può essere attribuita solo al Pellegrino siciliano tra i vari santi con questo nome.[6]
- Esiste poi un Martyrium sancti Libertini episcopi Agrigentini et sancti Peregrini ("Martirio di san Libertino vescovo di Agrigento e di san Pellegrino"), noto anche come Passio; di questo testo non si conserva più il manoscritto originale, ma solo la sua copia[7] pubblicata da Ottavio Gaetani nelle Vitae Sanctorum Siculorum[8], e riprodotta poi anche negli Acta sanctorum al 3 novembre.[9] Nel 1991 Scorza Barcellona ha pubblicato l'edizione critica del Martyrium a partire dalla copia, presa sul manoscritto originale da Costantino Gaetani per il fratello Ottavio.
- Di san Pellegrino è poi nota anche una vita in latino, pubblicata negli addenda degli Acta sanctorum al 30 gennaio con il titolo di Vita auctore anonymo, ex ms siculo, ossia "Vita [di san Pellegrino,] di autore anonimo, da un manoscritto siculo"[10]; questo manoscritto è «verosimilmente copia di un esemplare più antico».[11] Un'altra vita, dal contenuto molto simile alla precedente, fu pubblicata dal Gaetani nelle Vitae Sanctorum Siculorum[12], con il titolo Vita S. Peregrini confessoris ex m.ss. codicibus Calatabillottensibus (Vita di san Pellegrino confessore, da codici manoscritti di Caltabellotta). Secondo Scorza Barcellona, «il testo pubblicato in Acta Sanctorum corrisponde con poche varianti a quello che si legge nel ms. di Palermo, Biblioteca Centrale della Regione Siciliana, di cui invece quello edito in Vitae Sanctorum Siculorum costituisce un parziale rifacimento»[13].
- Infine, il testo biografico più dettagliato, legato alla tradizione orale del santo[11], è il Ragguaglio della vita e morte dell'apostolo di Sicilia santo Pellegrino, primo vescovo triocalitano e protettore di Caltabellotta. Cavato d'alcuni antichi codici manoscritti di detta città e trasportato dal latino in volgare 1794; il manoscritto, con il testo in italiano, è conservato presso la biblioteca comunale di Sciacca ed è stato pubblicato per la prima volta da Daneu Lattanzi nel 1965 e poi da Giustolisi nel 1984[14].

## Dati biografici
Le fonti agiografiche sono ricche di particolari, contrastanti e contraddittori, sulla vita di san Pellegrino.
L'Encomio riferisce che Pellegrino, che non è mai qualificato come vescovo, fu discepolo di san Marciano di Siracusa e subì il martirio sul monte Crotalo assieme al vescovo Libertino di Agrigento, all'epoca degli imperatori Valeriano (253-260) e Gallieno (253-268) o poco dopo. Secondo lo stesso Encomio, Pellegrino scrisse un racconto della passione di Marciano, suo maestro.
Nel Martyrium si racconta che san Pellegrino, originario dell'Africa e contemporaneo di Marciano, era ospite del monastero chiamato Triginta sul monte Crotalo (o Crotaleo), quando fu tradito da un monaco di nome Pelagio e consegnato al locale persecutore dei cristiani, di nome Silvano, che lo mise a morte, assieme al vescovo Libertino, all'epoca degli imperatori Valeriano e Gallieno. Condannato al rogo, il suo corpo non subì corruzione e fu sepolto nel luogo stesso del martirio, il monte Crotalo, da una cristiana di nome Donnina.
La Vita racconta che Pellegrino, originario della Grecia, fu chiamato a Roma dall'apostolo Pietro, che in seguito lo inviò in Sicilia. Nell'isola il santo giunse a Caltabellotta, la cui popolazione era terrorizzata da un drago che si nutriva di giovani vittime; implorato da una madre, il cui figlio era destinato al sacrificio, Pellegrino riuscì a sconfiggere la bestia salvando il ragazzo e liberando la città. Finì i suoi giorni vivendo nello stesso antro in cui aveva trovato rifugio il drago. Dopo la sua morte, continuò ad operare miracoli, sanando molti infermi.
Infine il Ragguaglio della vita e morte dell'apostolo di Sicilia santo Pellegrino costituisce una vera e propria biografia di san Pellegrino. Originario di Lucca di Grecia, si trovava a Roma quando, dopo la sua consacrazione episcopale, fu inviato in Sicilia da san Pietro assieme a Macario, Massimo e Marciano, per convertire i "Greci idolatri". Giunto nell'isola, si recò a Triocala dove sconfisse il dragone e, come già raccontato nella Vita, visse da eremita nella grotta abitata in precedenza dal drago, convertendo con la parola ed i miracoli molti infedeli e distruggendo i loro templi e le loro "moschee". Successivamente costruì una chiesa dove iniziò ad esercitare le sue funzioni episcopali e ad amministrare i sacramenti. Condannato al rogo, durante le persecuzioni di Nerone, uscì indenne dalle fiamme e visse ancora molti anni. Diversi vescovi gli succedettero sulla cattedra di Triocala, tra cui anche Liberato, il giovinetto salvato dalle fauci del drago.
A questi dati biografici, desunti dalle fonti antiche, Gaetani, nella sua biografia sul santo, riporta come anno di morte il 90 dell'era cristiana, aggiungendo che «non mancano coloro che credono che dal Beato Pietro Apostolo gli sia stata data la carica di primo Vescovo; e che da lui ebbe inizio l'episcopato triocolitano».

## Critica
La critica agiografica ha sollevato dubbi sull'esistenza storica di san Pellegrino, sulla definizione dei dati cronologici e biografici del santo e sull'attribuzione delle fonti agiografiche ad un unico Pellegrino, il santo venerato a Caltabellotta.
Già Ottavio Gaetani, nelle Animadversiones, ossia "considerazioni" sul manoscritto del Martyrium, riteneva verosimile, benché a suo avviso improbabile, l'esistenza di due martiri con lo stesso nome Pellegrino.
Francesco Aprile, nella sua Della cronologia universale della Sicilia (1725), distingueva due santi di nome Pellegrino, deceduti entrambi nell'anno 90 dell'era cristiana: un san Pellegrino martire "nel monte detto Crotaleo ne' confini di Girgenti", celebrato il 3 novembre; e un san Pellegrino confessore, celebrato il 30 gennaio e patrono di Caltabellotta, il quale, "alcuni argomentano, avesse fondato la cattedrale triocalitana".
Tommaso De Angelo, negli Annales historico-critici ecclesiae siculae (1730), avanza l'ipotesi dell'esistenza di due Marciano, di due Pellegrino e di due Libertino nel I e nel III secolo, giustificando così l'origine apostolica della Chiesa siciliana, di cui è convinto sostenitore.
Più recentemente, Francesco Lanzoni ha per primo avanzato la tesi di uno sdoppiamento della figura del santo; quando la sua devozione si è diffusa a Caltabellotta, il martire Pellegrino di Agrigento del III secolo è diventato Pellegrino di Triocala, confessore e vescovo del I secolo. Questa ipotesi del Lanzoni è fatta propria da Agostino Amore e dagli editori della Bibliotheca Sanctorum, che tra i vari santi di nome Pellegrino escludono il santo di Triocala.
Trezzini invece ritiene «plausibile l'esistenza di due santi di nome Pellegrino, vissuti in età diversa nel territorio di Triocala», uno anacoreta e taumaturgo, l'altro pastore, vescovo e fondatore della diocesi.
Secondo Amore l'esistenza storica di un Pellegrino, martire forse di Agrigento, «è possibile o probabile», ma di lui «niente si conosce di sicuro»; inesistente invece è il Pellegrino di Triocala.

## Culto
Sebbene la documentazione discordante sulla figura del santo Pellegrino, perfino sulla sua esistenza, nella cittadina il culto è vivo e tramandato di generazione in generazione dalla popolazione di Caltabellotta.
Le date del 30 gennaio e del 18 agosto si riferiscono alla data della morte e alla data in cui, secondo la tradizione, la sua salma fu riportata in Grecia. Tuttavia alcuni sostengono il contrario, cioè che sia il 18 agosto la data della sua morte e il 30 gennaio quando il corpo fu riportato in Grecia, anche se questa versione sarebbe contraria all'usanza della Chiesa di ricordare liturgicamente una figura santa nel giorno della sua morte, o rinascita in Cristo. Pertanto è da considerarsi più verosimile la prima versione.
Sia a Caltabellotta che nella frazione di Sant'Anna sono conservate delle reliquie, ma solo nel centro principale viene portata in processione. La reliquia, frammento dell'omero del santo, è conservata in un'urna d'argento, sormontata dalla figura del santo. Essa è portata dalla chiesa del Carmine, dove è normalmente custodita, alla chiesa di san Pellegrino il 17 agosto, vigilia della festa patronale.
Il giorno della festa, quando ancora l'agricoltura e l'allevamento erano attività di ogni famiglia, si svolgeva la fiera del bestiame e dell'agricoltura, al mattino presto. Oggi questa tradizione è stata sostituita da un pellegrinaggio dei fedeli all'eremo. Nel tardo pomeriggio, il simulacro del santo viene portato in processione per le vie del paese, fino a tarda notte.
Nella frazione di Sant'Anna, invece, la comunità festeggia il santo patrono il sabato antecedente la festa del santissimo Crocifisso di Montevergine, che cade la seconda domenica di agosto. Proprio a Sant'Anna, la tradizione vuole che sorgesse il forno dove avvenne il miracolo di San Pellegrino, che trasformò in pietra il pane e il lievito madre negatogli come ristoro. Oggi in quel luogo sorge la chiesa di San Pellegrino, nonché chiesa madre della piccola comunità.

### Ulteriori letture
- (LA)  De S. Peregrino confessore Calatabellottae in Sicilia, in Acta Sanctorum, Januarii tomus II, Anversa 1643, p. 1031.
- (LA)  Ottavio Gaetani, Vita S. Peregrini confessoris auctore Octavio Caietano Societatis Iesu, Palermo 1657, pp. 35–36.
- (LA)  G. Van Hooff, De Sancto Libertino episcopo agrigentino martyre et Sancto Peregrino martyre. Commentarius praevius, in Acta Sanctorum Novembris, vol. I, Parigi 1887, pp. 606–611.
- Fortunatina Vaccaro, Cenni sull'antica diocesi di Triocala e i fenomeni insediativi nel territorio di Caltabellotta fra Tardo Antico e Alto Medioevo, Antipodes, Palermo 2014.
- Domenico Mallardo, Il calendario marmoreo di Napoli, Roma 1947.
- Francesco Lanzoni, Le diocesi d'Italia dalle origini al principio del secolo VII (an. 604), vol. II, Faenza 1927, pp. 640–642.
- Agostino Amore, Pellegrino, santo, martire di Agrigento (?), in Bibliotheca Sanctorum, Ist. Giovanni XXIII della Pontificia Università Lateranense, Città Nuova Editrice, vol. X, 1968, coll. 459–460.
- Francesco Paolo Rizzo, Un raro syngramma nella tradizione scritta sui santi Peregrino e Libertino, in Ruggieri, Pieralli (a cura di), Eukosmia, studi miscellanei, Rubbettino Editore, 2003, pp. 400–427.
- Adelaide Trezzini, San Pellegrino tra mito e storia: i luoghi di culto in Europa, Gangemi Editore, Roma 2009.
- Melchiorre Trigilia, S. Pellegrino di Caltabellotta, Caltabellotta, 2011.